# Ornain
Pour l’article ayant un titre homophone, voir Hornaing.
L'Ornain est une rivière française du Nord-Est de la France. Affluent de la Saulx, l'Ornain prend sa source au sud de Gondrecourt-le-Château et se jette dans la Saulx en rive droite, à Étrepy. C'est plutôt la Saulx qui se jette dans l'ornain 

## Géographie

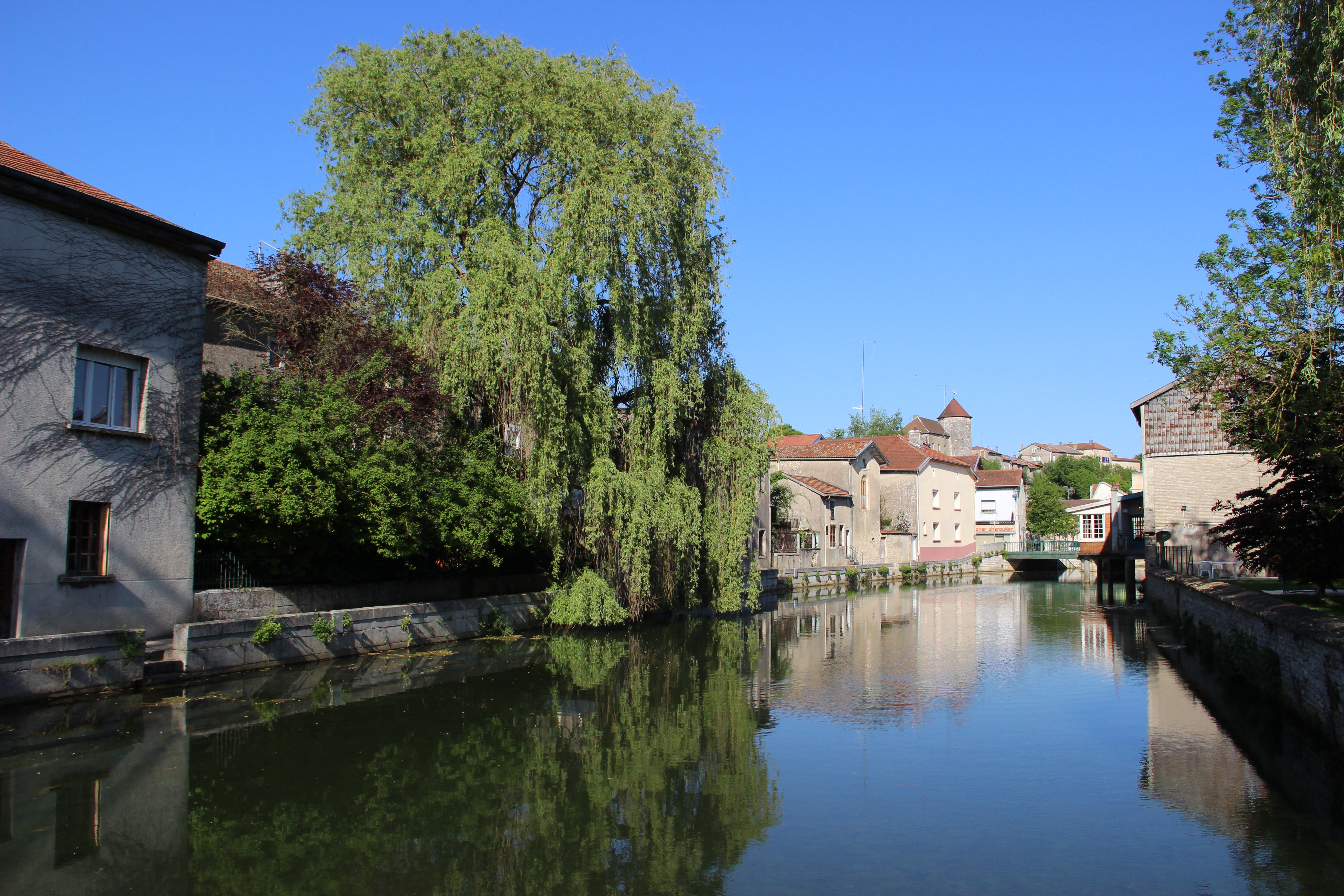
L'Ornain à Gondrecourt-le-Château.

L'Ornain naît de la confluence de deux rivières qui sont l'Ognon et la Maldite au sud de Gondrecourt-le-Château.
Son cours sort du département de la Meuse à Rancourt-sur-Ornain pour arriver dans celui de la Marne à Alliancelles pour finalement se jeter dans la Saulx à Étrepy (en rive droite).
De 116,2 km de longueur, et suivant d'abord une direction sud-nord, son cours s'infléchit pour finalement se jeter dans la Saulx dans une direction est-ouest.
Il est, avec la Saulx, l'un des deux principaux cours d'eau qui baignent le sud du plateau Barrois en Meuse.

## Hydronymie
Le nom de la rivière est attesté sous les formes Odorna (870) ; Orna (932) ; Riparia d'Ourne (1302) ; « La grande rivière d'Orne » (1750).

Peut-être du gaulois *ollo, « grand (cours d'eau) ».

### Départements et principales villes traversés

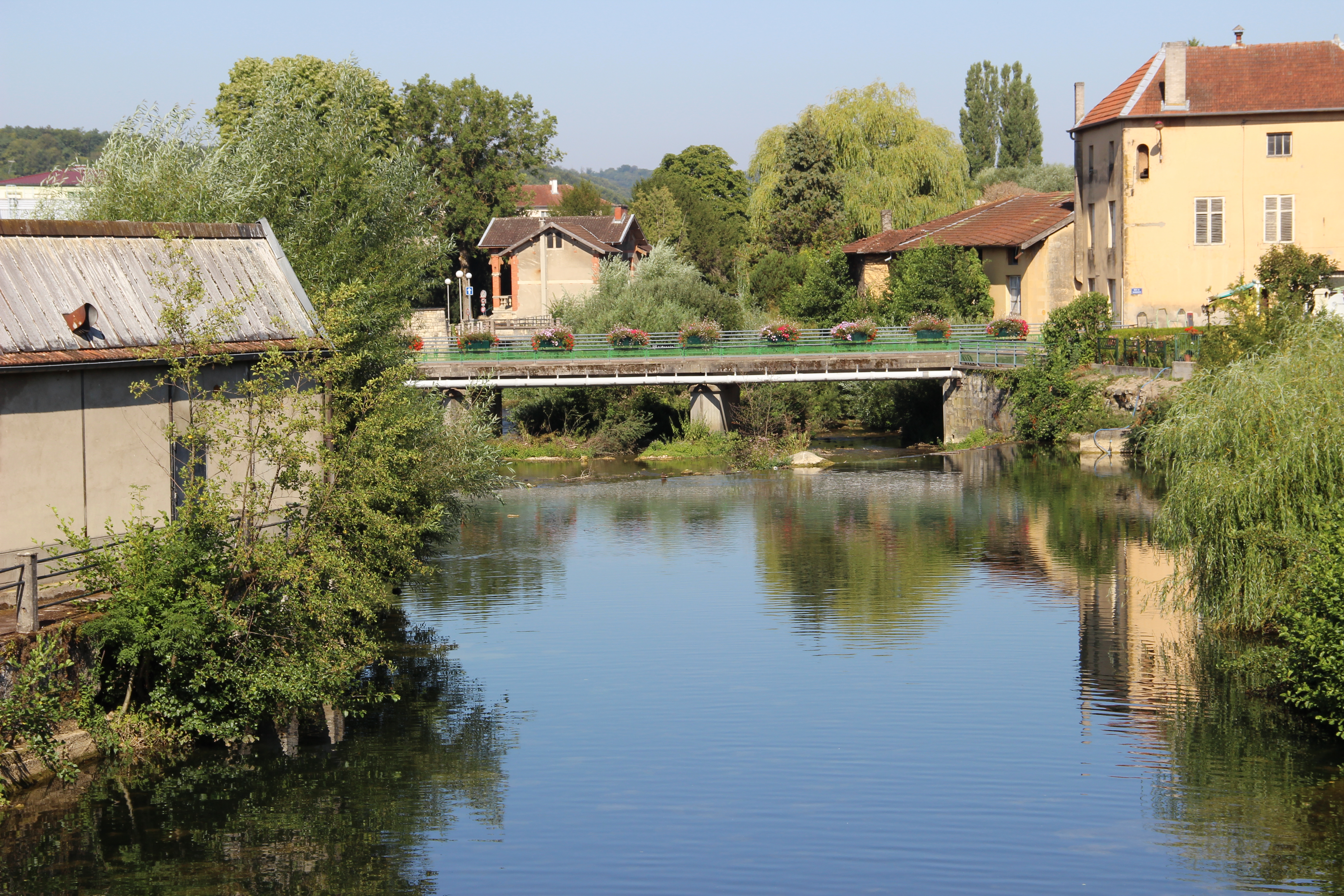
L'Ornain à Ligny-en-Barrois.

L'Ornain traverse trente-neuf communes.
- Vosges (département) : Grand, Avranville
- Meuse : Gondrecourt-le-Château, Ligny-en-Barrois, Velaines, Nançois-sur-Ornain, Bar-le-Duc, Revigny-sur-Ornain
- Marne

### Toponymes
L'Ornain a donné son hydronyme aux six communes suivantes de Saint-Amand-sur-Ornain, Rancourt-sur-Ornain, Revigny-sur-Ornain, Neuville-sur-Ornain, Val-d'Ornain, Nancois-sur-Ornain.

### Bassin versant
L'Ornain traverse neuf zones hydrographiques F560, F561, F562, F564, F565, F566, F567, F568, F569 pour une superficie totale de 913 km2. Ce bassin versant est constitué à 54,90 % de « territoires agricoles », à 42,27 % de « forêts et milieux semi-naturels », à 2,83 % de « territoires artificialisés ».

## Affluents
L'Ornain a trente-six tronçons affluents référencés dont :
- la Barboure 14 km à Naix-aux-Forges de rang de Strahler trois.
- l'Ognon 13 km de rang de Strahler deux.
- le Noitel 8 km à hauteur du Moulin de Givrauval de rang de Strahler deux.
- la Salmagne 10 km à Guerpont de rang de Strahler deux.
- le Naveton 8 km à Bar-le-Duc de rang de Strahler deux.

Nombreux ruisseaux venus des plateaux environnants.

### Rang de Strahler
Donc son rang de Strahler est de quatre.

## Hydrologie
Par la Saulx puis par la Marne, l'Ornain appartient au bassin hydrologique de la Seine.
L'Ornain est une rivière bien alimentée, comme la plupart des cours d'eau du bassin versant de la Saulx issus des hauteurs du Barrois.

### L'Ornain à Varney
Son débit a été observé sur une période de 39 ans (1968-2006), à Varney, localité du département de la Meuse située à cinq kilomètres en aval de Bar-le-Duc, c'est-à-dire peu avant son confluent avec la Saulx. Le bassin versant de la rivière y est de 840 km2, soit la presque totalité de ce dernier.
Le module de la rivière à Varney est de 10,9 m3/s/s.
L'Ornain présente des fluctuations saisonnières de débit assez marquées, avec des hautes eaux d'hiver-printemps caractérisées par un débit mensuel moyen situé entre 17 et 23 m3/s, de décembre à mars inclus (avec un maximum en janvier et février), et des basses eaux d'été, de juillet à septembre inclus, avec une baisse du débit moyen mensuel jusqu'à 2,22 m3/s au mois d'août.

### Étiage ou basses eaux
À l'étiage, le VCN3 peut chuter jusque 0,380 m3/s, en cas de période quinquennale sèche,
soit 380 litres par seconde, ce qui est quelque peu sévère, mais peut être comparé aux VCN3 des cours d'eau voisins (Vière, Bruxenelle, Saulx) et est nettement supérieur à celui de la Chée.

### Crues
Les crues peuvent être assez importantes, caractéristique partagée par la plupart des cours d'eau de l'est de la France, mais sans commune mesure avec les crues des affluents de la Moselle et de la Meuse situés plus à l'est (Orne, Madon, Mouzon par exemple).
Ainsi les QIX 2 et QIX 5 valent respectivement 77 et 110 m3/s. Le QIX 10 est de 130 m3/s, le QIX 20 de 150 m3/s, tandis que le QIX 50 se monte à 170 m3/s.
Le débit instantané maximal enregistré à Varney durant la période d'observation, a été de 151 m3/s le 21 décembre 1993, tandis que la valeur journalière maximale était de 147 m3/s le 22 décembre de la même année. En comparant la première de ces valeurs à l'échelle des QIX de la rivière, on constate que cette crue était seulement d'ordre vicennal, et donc destinée à se reproduire assez fréquemment.

### Lame d'eau et débit spécifique
L'Ornain est une rivière abondante, bien alimentée par les précipitations du Barrois. La lame d'eau écoulée dans son bassin versant est de 412 millimètres annuellement, ce qui est nettement supérieur à la moyenne d'ensemble de la France tous bassins confondus, et aussi à la moyenne des bassins de la Marne (274 millimètres à Paris), et de la Seine (240 millimètres). Le débit spécifique de la rivière (ou Qsp) affiche de ce fait le chiffre assez élevé de 13,0 litres par seconde et par kilomètre carré de bassin.

## Pêche

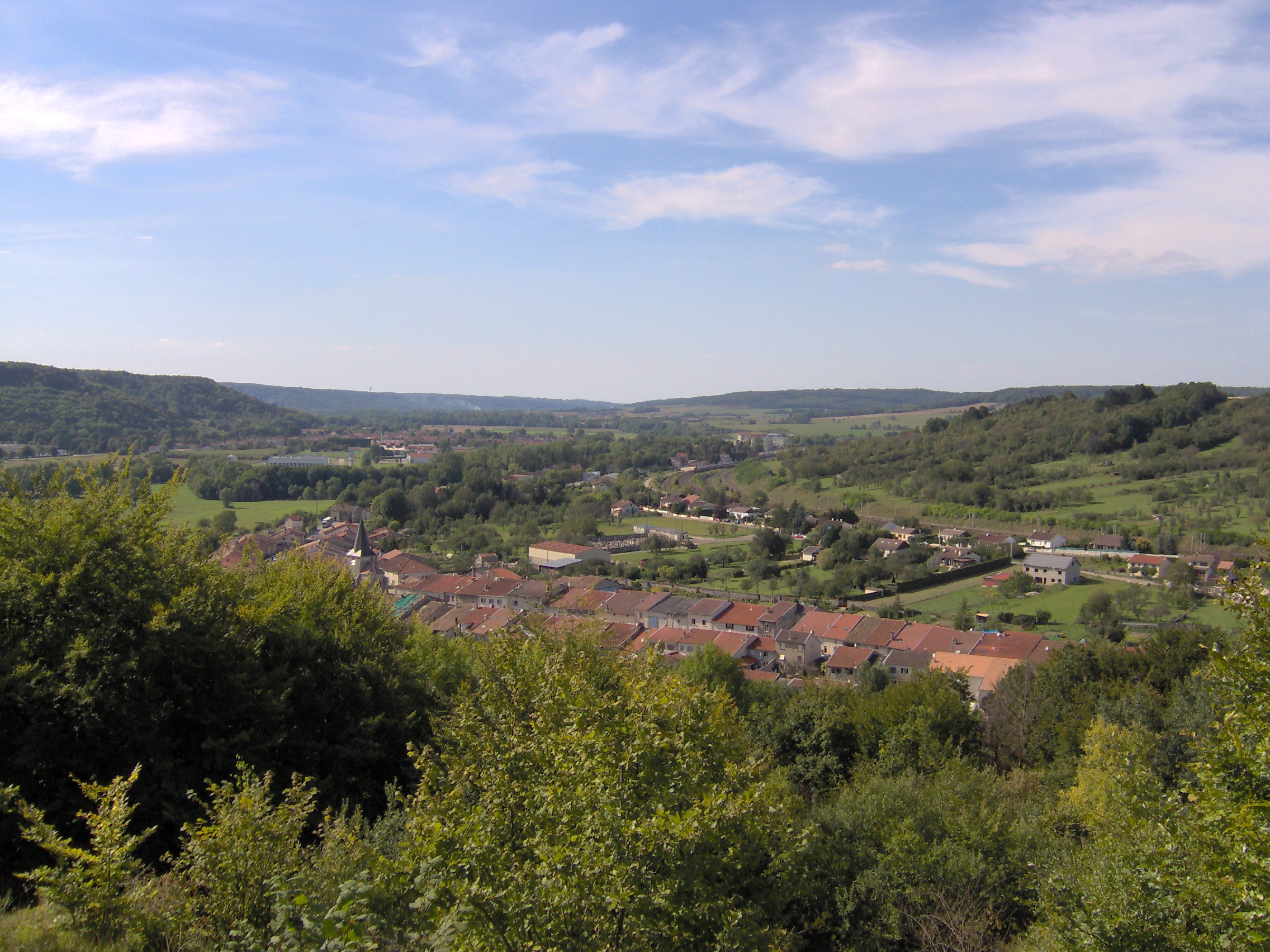
Vue générale de la Vallée de l'Ornain vers l'aval, depuis le belvédère de la Vierge Noire à Nançois-sur-Ornain.

L'Ornain est une rivière classée en première catégorie et appartient au domaine public. L'Ornain peut être considéré comme une offre de pêche de premier ordre. La rivière est densément habitée par des ombres communs, des truites farios de belle taille, des vairons et aussi des vandoises.

## La vallée de l'Ornain

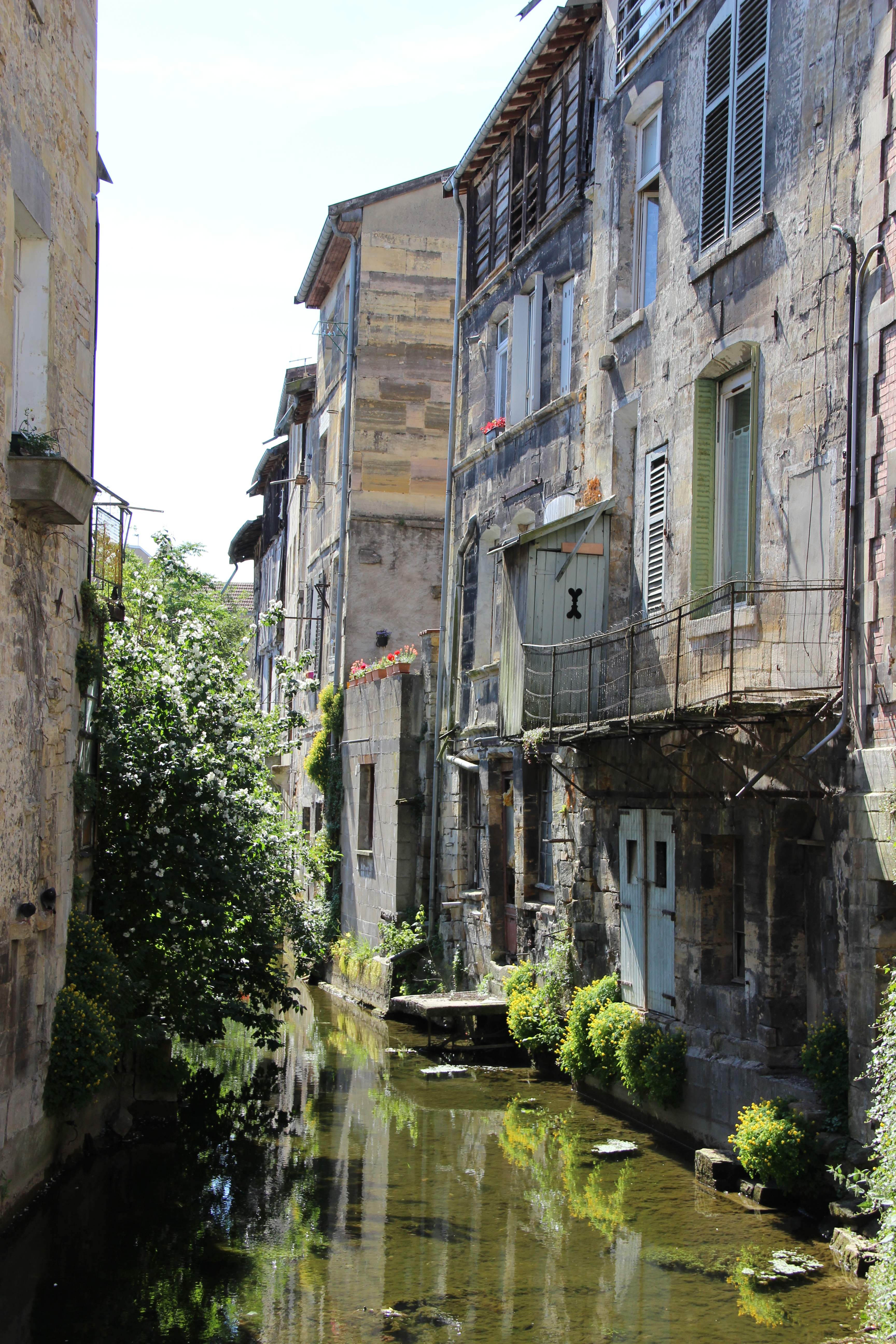
Le canal des Usines, une dérivation de l'Ornain pour les industries de Bar-le-Duc.

La vallée de l'Ornain qui se situe presque exclusivement dans le département de la Meuse concentre dans sa partie moyenne les principales villes du sud de ce département : Ligny-en-Barrois, la préfecture Bar-le-Duc et Revigny-sur-Ornain.
Cette vallée est aussi un axe de communication important puisque la ligne ferroviaire de Paris à Strasbourg l'emprunte de Revigny-sur-Ornain à Nançois-sur-Ornain. Le canal de la Marne au Rhin passe aussi par cette vallée jusqu'à Saint-Joire d'où il sort par le tunnel de Mauvages.
Cette vallée regroupe aussi la majeure partie des industries du secteur. On citera par exemple :
- fabrication automobile (Evobus) et optique (Essilor) à Ligny-en-Barrois ;
- tréfilerie, mécanique de précision ;
- industrie du bois (placage) (Ober) à Longeville-en-Barrois ;
- industrie textile (Bergère de France) à Bar-le-Duc.

Historiquement, les hommes se sont établis depuis l'époque celte sur les bords de cette vallée. On retrouve ainsi les traces de deux oppida sur les hauteurs surplombant la rivière :
- l'un à Fains
- et l'autre à Boviolles. Ce dernier établissement humain s'est ensuite déplacé dans la vallée du temps de la Paix Romaine pour donner la ville de Nasium (entre Naix-aux-Forges et Saint-Amand-sur-Ornain).

Ligny-en-Barrois était capitale du comté de Ligny et Bar-le-Duc capitale du duché de Bar.